# Robert Scholderer

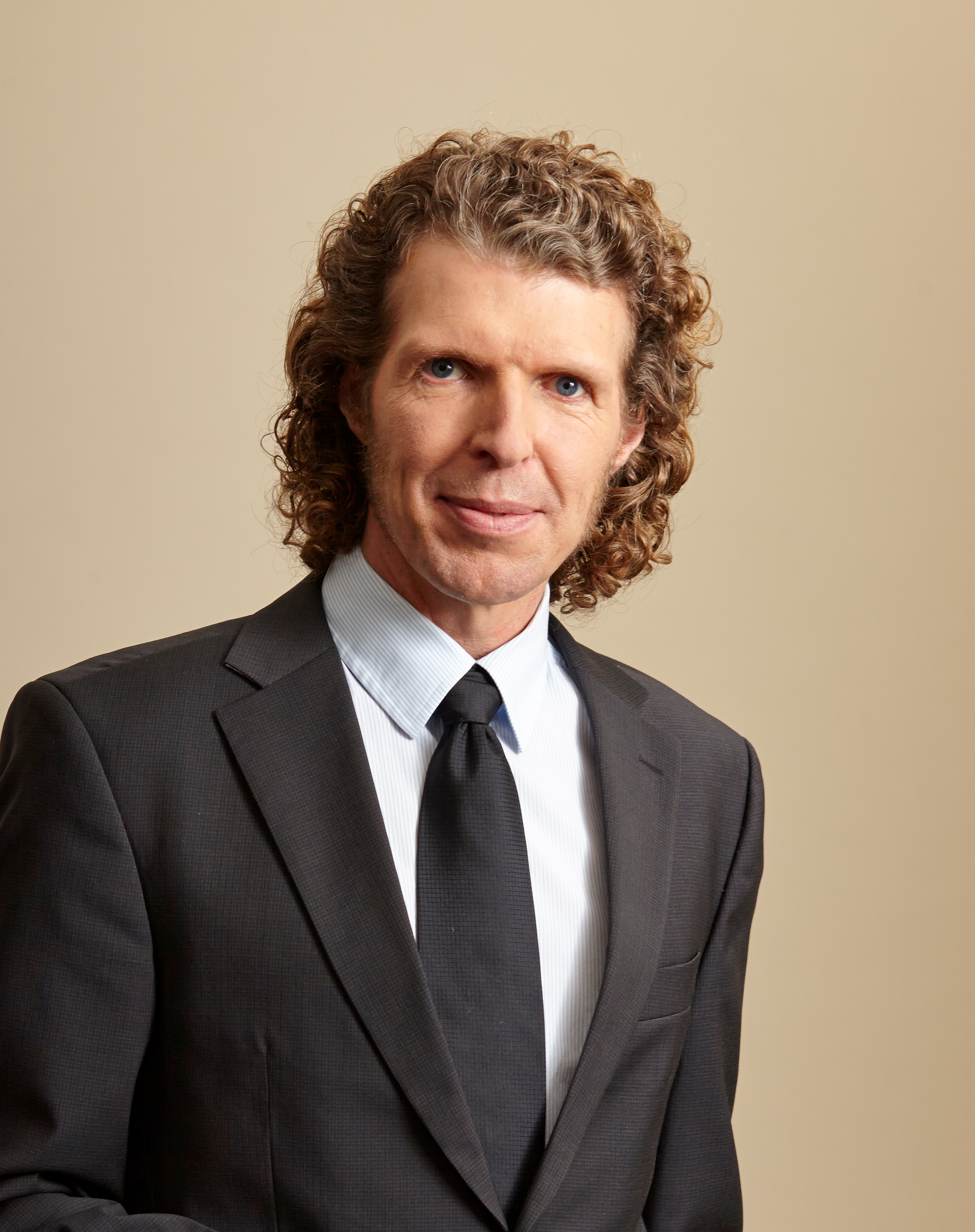
Robert Scholderer (2018)

Robert Scholderer (* 4. Juni 1968 in München) ist ein deutscher Informatiker und Unternehmer.

## Leben
Robert Scholderer wuchs in München-Pasing auf. Er ist ein Nachkomme des Künstlers Otto Scholderer. Nach einer Berufsausbildung zum Elektroinstallateur in München durchlief er den zweiten Bildungsweg und studierte von 1990 bis 1996 Mathematik und Informatik an der LMU München und der Technischen Universität München. Seine Diplomarbeit aus dem Jahr 1996 befasste sich mit der Modellierung von Betriebsprozessen des Change Managements unter besonderer Berücksichtigung von Qualitätskennzahlen. Von 1997 bis 2001 arbeitete er an der Technischen Hochschule Karlsruhe und promovierte dort mit einer Arbeit über Service-Level-Agreement (SLA). Im April 2009 habilitierte er sich mit einer Arbeit über Fabrikation und Wertschöpfung zur Verbesserung von IuK-Diensten an der Technischen Universität Ilmenau, wo er bis heute als Gastdozent tätig ist.

## Karriere
Parallel zu seiner Promotion und seiner Habilitation war Scholderer zunächst als Berater für das Berater-Netzwerk TTI-Tectran in München tätig und gründete im Jahr 2000 zusammen mit drei Geschäftspartnern in Karlsruhe die G-NE GmbH, die er 2011 verkaufte. Im August 2008 gründete er die MetaOne GmbH (heute Scholderer GmbH), die sich – entsprechend seinem eigenen Schwerpunkt – auf die Begleitung und Beratung von Unternehmen und IT-Dienstleistern bei der Formulierung und Verwaltung von Outsourcing-Verträgen und Service-Level-Agreements spezialisierte. Als erstes Beratungsunternehmen in Deutschland akzeptierte es Bitcoins als Währung für die digitale Zahlung von Rechnungen und Honoraren.
Von 2009 bis 2013 war Scholderer Mitglied im Beirat der central europe computer measurement group (cecmg). Für sein unternehmerisches Wirken und die von ihm für SLA erstellten Modelle wie SOUSIS wurde er mehrfach mit Innovationspreisen ausgezeichnet. Im Jahr 2018 brachte er mit ITSL (IT Standard Service Language) als Alternative zu ITIL eine neue Standardsprache für IT-Infrastruktur und SLA auf den Markt. Im Jahre 2001 meldete er ein Verfahren und eine Anordnung zur Qualitätsüberwachung von IT-Dienstleistungen zum Patent an, welche die in einem SLA festgeschriebenen Leistungen mit Sollvereinbarungen und Schadensersatzangaben verknüpft und abspeichert. Die so erhaltenen Daten können einer kundenspezifischen Steuerung von Dienstsimulatoren dienen.
Im Jahr 2019 verpflichtete Scholderer den früheren Geschäftsführer des IT Service Management Forums (itSMF), Jürgen Dierlamm, und den früheren CIO und IT-Geschäftsbereichsleiter der Handelsgesellschaft Edeka, Dirk Kastner, für sein Unternehmen. Im Jahr 2020 engagierte Scholderer auch Dierlamms Nachfolgerin, die Geschäftsführerin des itSMF, Kerstin Dorn. Als CMO organisierte sie für Scholderer den bundesweit ersten Avatar-gestützten Online-Kongress in der IT-Branche. Seit Januar 2021 ist er Vorsitzender des itSMF in Österreich.
Im Februar 2021 gründete er die 3D Ready GmbH, die sich mit der Gestaltung und Programmierung von 3D-Inhalten, wie virtuellen Messehallen und Konferenzwelten, befasst.

## Publikationen (Auswahl)
Monografien
- mit Nico Jäckel: Web-Advertising: Website-Vermarktung mit Bannern. Galileo-Press, Bonn 2000, ISBN 978-3-934-35899-7.
- Ein Qualitätsbewertungsmodell für den Betrieb von vernetzten Systemen (=Forschung und Wissen Informatik). GCA-Verlag, Herdecke 2001, ISBN 978-3-898-63037-5. (Dissertation)
- Fabrikation und Wertschöpfung zur Qualitätsverbesserung von IuK-Diensten. Technische Universität Ilmenau, 2009. (Habilitationsschrift)
- Management von Service-Level Agreements. Methodische Grundlagen und Praxislösungen mit COBIT, ISO 20000 und ITIL. 2. Auflage. dpunkt-Verlag, Heidelberg 2016, ISBN 978-3-86490-397-7.
- IT-Servicekatalog. Services in der IT professionell designen und erfolgreich implementieren. dpunkt-Verlag, Heidelberg 2017, ISBN 978-3-86490-396-0.
- Design und Management von IT-Services: Praxis zur Implementierung eines umfassenden Servicebetriebs. dpunkt-Verlag, Heidelberg 2025, ISBN 978-3-98889-015-3.

Beiträge
- mit Sebastian Abeck: Ausblick auf Assistenten zur Koordination betrieblicher Abläufe. In: Heinz-Gerd Hegering, Sebastian Abeck, Bernhard Neumair (Hrsg.): Integriertes Management vernetzter Systeme. Konzepte, Architekturen und deren betrieblicher Einsatz. dpunkt-Verlag, Heidelberg 1999, ISBN 978-3-93258-816-7, S. 540–545.
  - mit Sebastian Abeck: Future of Assistants for the Coordination of Operational Processes. In: In: Heinz-Gerd Hegering, Sebastian Abeck, Bernhard Neumair (Hrsg.): Integrated Management of Networked Systems. Concepts, Architectures and Their Operational Application. Morgan Kaufmann Publishers, San Francisco 1999, ISBN 978-1-55860-571-8, S. 582–586.
- mit Sebastian Abeck, Christian Mayerl, Frank Wernert: Ein Logarchiv zur Verfolgung von Sicherheitsangriffen in digitalen Vermittlungsnetzen. In: PIK – Praxis der Informationsverarbeitung und Kommunikation. Nummer 1, 1999, S. 3–10.
- Process oriented assistance to support the operation of a networked system. In: Proceedings of the Eunice ’98: Open European Summer School on Network Management and Operation. München 1998, S. 156–163.
- diverse Beiträge in: Hans Peter Fröschle, Martin Kütz: Lexikon IT-Management. Symposion Publishing, Düsseldorf 2010, ISBN 978-3-93970-772-1, S. 231–233, 314, 314–316, 316–317, 318–319, 332–334, 334, 335, 337, 371, 387–388.
- Service-Level-Management einführen. In: Hans Peter Fröschle, Joachim Schrey: Praktisches Service-Level-Management. Basiswissen, Implementierung, Praxisbeispiele. Symposion Publishing, Düsseldorf 2012, ISBN 978-3-93970-781-3, S. 195–212.

## Auszeichnungen (Auswahl)
- 2008: Innovationspreis Initiative Mittelstand, Kategorie Technologie
- 2016: Innovationspreis Initiative Mittelstand, Kategorie IT-Service
- 2018: Nominierung Landespreis für junge Unternehmen Baden-Württemberg
- 2018: Industriepreis BEST-OF der Initiative Mittelstand
- 2020: Unternehmenspreis TOP 100[16]
- 2020: DUB Innovationspreis[17]